# Schlipps
Schlipps ist ein Kirchdorf und Gemeindeteil der Gemeinde Hohenkammer im oberbayerischen Landkreis Freising.

## Lage
Die Ortschaft liegt am nördlichen Ufer der Glonn zwischen den Orten Hohenkammer und Allershausen.

## Geschichte
Erstmals urkundlich erwähnt wurde Schlipps am 27. Januar 851, als der Edle Piligrim und seine Gattin Alta unter Bischof Erchambert von Freising Besitzungen gegen ein Lehen zu Schlipps übergaben. Der Name des Ortes leitet sich aus dem Althochdeutschen ab und bedeutet Erdrutsch (slipfen = gleiten, rutschen).
Die Kirche St. Sylvester wurde im 13. Jh. errichtet.
Der Ort gehörte bis zur Säkularisation 1802/03 zur Hofmark Massenhausen des Hochstifts Freising. Am 1. Januar 1972 wurde die durch das Gemeindeedikt von 1818 gegründete Gemeinde im Zuge der kommunalen Neuordnung in Bayern aufgelöst. Der Ort Schlipps und die Gemeindeteile Deutldorf, Eglhausen, Kleinkammerberg, Riedhof und Unterwohlbach wurden nach Hohenkammer eingegliedert. Der Gemeindeteil Oberkienberg wurde nach Allershausen umgegliedert.
Markantestes Bauwerk des Ortes ist die katholische Pfarrkirche St. Sylvester.